# بند و سنگ نوشته آقا جان بلاغی
بند و سنگ نوشته آقا جان بلاغی مربوط به دوره صفوی است و در شهرستان اسدآباد، بخش مرکزی، روستای آقاجان بلاغی واقع شده و این اثر در تاریخ ۲۱ اردیبهشت ۱۳۷۶ با شمارهٔ ثبت ۱۸۶۳ به‌عنوان یکی از آثار ملی ایران به ثبت رسیده است.